# 11754 Herbig
11754 Herbig è un asteroide della fascia principale. Scoperto nel 1960, presenta un'orbita caratterizzata da un semiasse maggiore pari a 2,8843509 UA e da un'eccentricità di 0,0644288, inclinata di 1,09770° rispetto all'eclittica.
È stato intitolato all'astronomo statunitense George Herbig.